# Ivo Lapenna

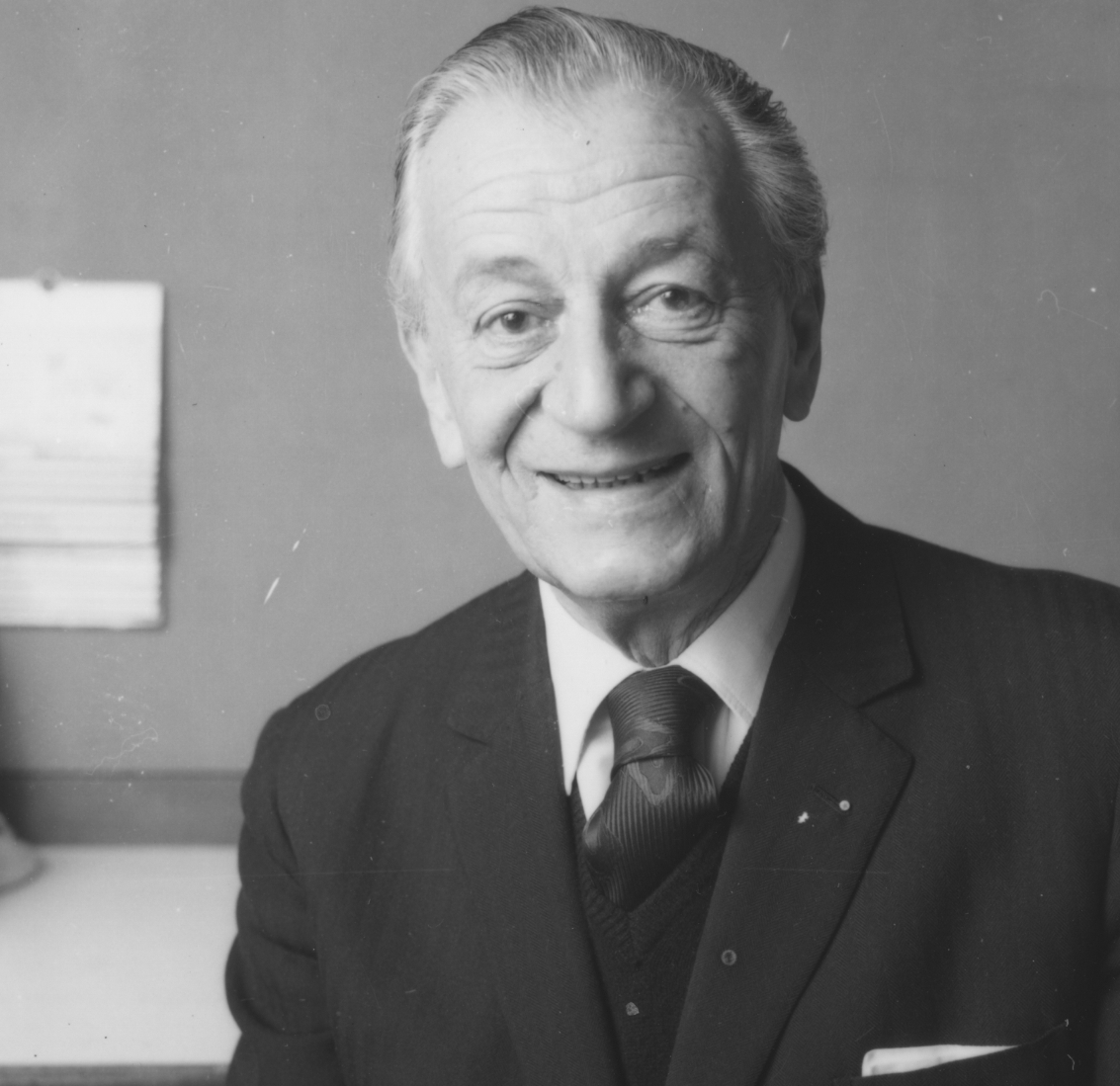
Ivo Lapenna

Ivo Lapenna (* 5. November 1909 in Split, Österreich-Ungarn; † 15. Dezember 1987 in Kopenhagen, Dänemark) war ein jugoslawisch-britischer Jurist und Professor am University College London und einer der wichtigsten Esperanto-Aktivisten.

## Leben und Karriere
In Zagreb hatte Lapenna seit seiner Promotion 1933 zunächst als Anwalt gearbeitet, in einer Kanzlei, die unter anderem politisch Angeklagte vertrat. Im Zweiten Weltkrieg arbeitete er in einer Propaganda-Abteilung der jugoslawischen Partisanen, unter anderem im italienischen Bari.
Nach dem Krieg wurde der Major der Reserve zunächst Chefredakteur des Staatsanzeigers und 1948 Professor an der Juristischen Fakultät der Universität Zagreb. 1949 verließ er Jugoslawien und ging erst nach Paris, dann nach London. Nach Jahren gelang es ihm, wieder eine Professur zu erlangen, und zwar als Spezialist für vergleichendes osteuropäisches und sowjetisches Recht, besonders das Strafrecht.

## Gesellschaftliches Engagement
Lapenna gilt als einer der wichtigsten Esperanto-Aktivisten. Es ist vor allem seinem Wirken zu verdanken, dass die UNESCO am 10. Dezember 1954 eine Resolution zugunsten des Esperanto verabschiedete und dem Esperanto-Weltbund (Universala Esperanto-Asocio) einen Berater-Status zuerkannte.
Er war von 1955 bis 1964 Generalsekretär und von 1964 bis 1974 Vorsitzender des Esperanto-Weltbunds.

## Veröffentlichungen (Auswahl)
- 1950: Retoriko kun aparta konsidero al esperantlingva parolarto, Paris.
- 1964: State and Law: Soviet and Yugoslav Theory, London.
- 1968: Soviet Penal Policy. A Background Book, London, Sydney, Toronto 1968.
- 1974 (mit Ulrich Lins und Tazio Carlevaro): Esperanto en perspektivo. Faktoj kaj analizoj pri la Internacia Lingvo, London / Rotterdam.